# Phaps histrionica
La paloma bronceada arlequín o paloma bronce arlequín (Phaps histrionica) es una especie de ave columbiforme de la familia Columbidae endémica de las regiones áridas de Australia.

## Taxonomía
Fue descrita científicamente por el ornitólogo inglés John Gould en 1841, en el volumen quinto de su obra The Birds of Australia (Aves de Australia). Originalmente se clasificó en el género Persitera. Su primer avistamiento data de 1839 en el río Mokai (la sección superior del río Namoi) en los montes Liverpool, en Nueva Gales del Sur.

## Descripción
La paloma bronce arlequín es la paloma de costumbres más nómadas de Australia, y es difícil de confundir con otras especies australianas. Los adultos miden entre 28 y 30,5 cm de largo, con una envergadura alar de 189–216 mm. Su peso oscila entre los 260–320 gramos.
El macho adulto tiene la mayor parte de la cabeza negra, salvo un mancha blanca que ocupa de la frente a la barbilla y un par de listas blancas curvas tras los ojos que casi enmarcan las coberteras auriculares formando un aro partido. Sus partes superiores son de color castaño rojizo claro. Las coberteras primarias y el álula son grises con bordes blancos. El resto de primarias son de color gris parduzco, y las tres más exteriores tienen las puntas blancas. Las secundarias son grises salvo las interiores, que son parduzcas. Sus partes inferiores son grises y presenta una lista blanca en la parte frontal del cuello. El iris de sus ojos es de color pardo oscuro y el pico negro.

### Hembra adulta
Las hembras adultas tiene las partes superiores, incluidos el píleo y la frente, de color pardo terroso. Tiene la barbilla blanca y negra, su rostro presenta manchas pardas y blanquecinas en una versión menos contrastada de la del macho y no presenta la lista blanca de la parte frontal del cuello. Sus primarias no tienen puntas blancas.
Los juveniles se parecen a las hembras adultas, pero se diferencian de ellas por no tener o tener más difuso las marcas faciales; sus primarias y algunas secundarias tienen las puntas marrones y su pico es parduzco claro.

## Distribución y hábitat
La paloma bronce arlequón es la paloma más abundante de la meseta de Barkly en el este del Territorio del Norte y Queensland occidental. Sin embargo su área de distribución es más amplia y ocasionalmente se encuentra en la región de Kimberly de Australia Occidental, el norte de Australia Meridional y el noroeste de Nueva Gales del Sur.
La paloma bronce arlequín está adaptada a las planicies áridas de continente, más que las demás palomas australianas. Su hábitat preferido son los herbazales abiertos y llanos, con matas herbáceas y pequeños matorrales entre espacios abiertos. La principal zona con este tipo de hábitat es la meseta de Barkly.

## Comportamiento

### Alimentación
La principal fuente de alimento de esta paloma son las semillas de hierbas y arbustos, aunque ocasionalmente también picotea los brotes verdes. Desde la introducción del ganado en el interior del Australia, se ha adaptado a comer las semillas sin digerir de excrementos de las vacas. Entre las especies cuyas semillas consumen se incluyen Euphorbia tannensis, Trichodesma zeylanicum, Wedelia asperrima y Chionachne cyathopoda.

## Reproducción
La ópoca de cría de la paloma bronce arlequón es variable y depende mucho de la disponibilidad de comida. En el sur de su área de distribución la cría se produce de la primavera al comienzo del verano, y en el norte la cría se produce desde el inicio hasta mediados de la estación seca. Su nido consiste en un pequeño hoyo en el suelo recubierto con hierba y remitas, generalmente rescuardado entre matas de hierba o los matorrales. Suele poner dos huevos blancos que incuba durante 16 días, los pichones dejan el nido al cabo de una semana.

## Amenazas
La principal amenaza para la paloma bronce arlequín es la ganadería. A mediados y finales del siglo XIX muchos observadores escribieron de las enormes bandadas de palomas bronce arlequín en zonas de las que ahora solo son visitantes ocasionales, como el norte de Australia Meridional y el oeste de Nueva Gales del Sur. La ganadería ha afectado tanto al tamaño de la población de palomas como a su distribución al alterar las hierbas de las que se alimentan y necesitan para anidar. Otra amenaza para la paloma bronce arlequín son los depredadores, ya que son aves vulnerables al poner sus huevos en el suelo.